# Карл Глухий
Карл Глухий (швед. Karl Döve; невідомо — 1220) — середньовічний шведський ярл з могутньої династії Б'єльбу. Його батьком був магнат Бенґт Снівіль. Карл був братом Маґнуса Міннешельда та ярла Бірґера Броси, а також батьком ярла Ульфа Фасе. Карл загинув у Лігулаській битві у Естонії 8 серпня 1220 року разом із своїм племінником і тезкою, єпископом Лінчепінга Карлом Маґнуссоном.

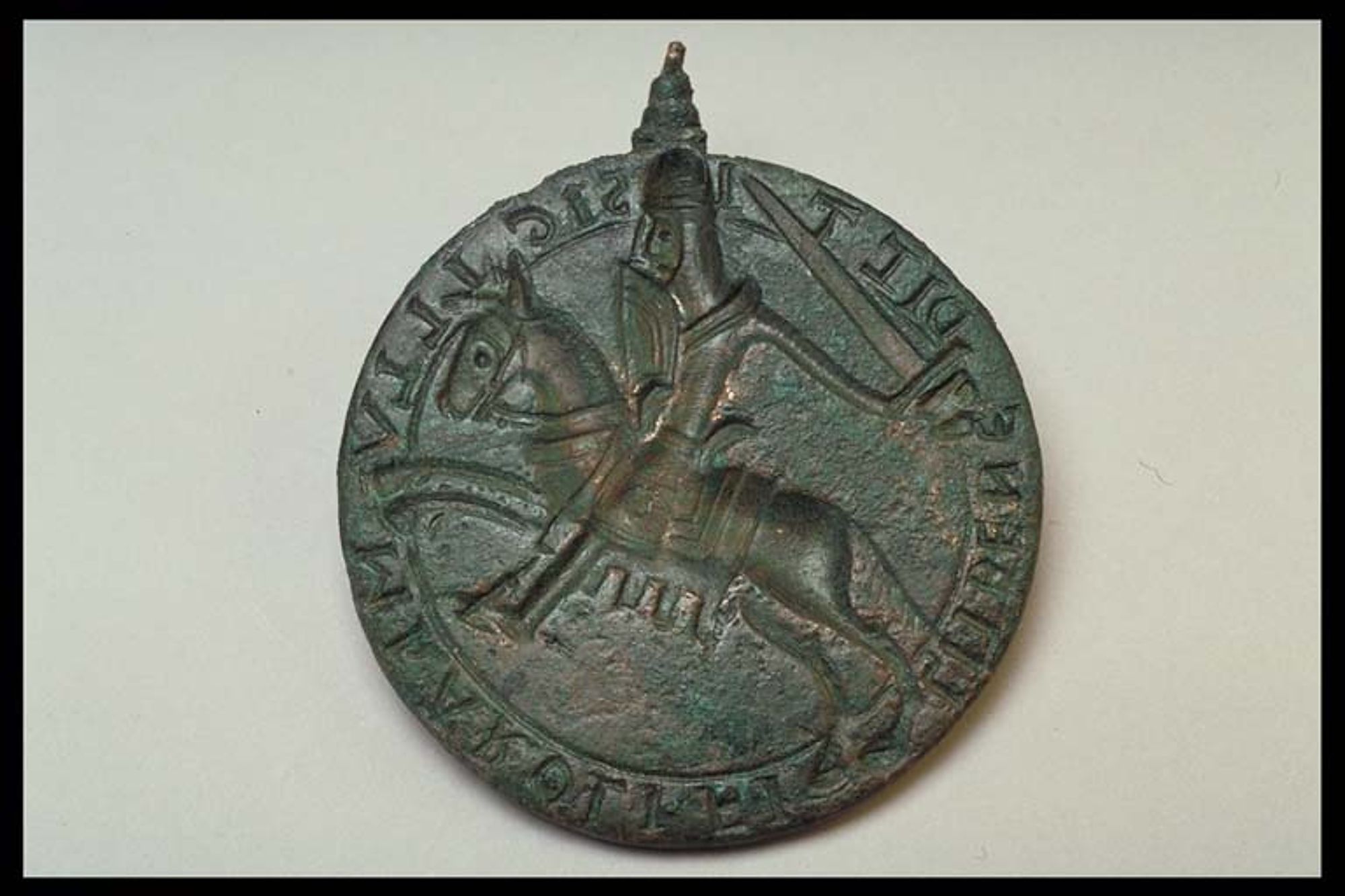
Печатка Карла Глухого. Напис:
SIGILLVM KAROLI FILII BENEDICTI

Печатка Карла, знайдена на початку 1990-х років, датується кінцем XII століття і, таким чином, є найстарішою особистою річчю, що зберіглася в історії Швеції. Особисті печатки зазвичай розбивалися на шматки після смерті власника, щоб запобігти подальшому зловживанню, і тому неушкоджена печатка Карла є унікальною. Шведський музей національної давнини купив її 2001 року за 800 000 шведських крон.

## Діти
- Ульф Фасе Карлссон
- Карл Карлссон